# (113415) Rauracia
(113415) Rauracia est un astéroïde de la ceinture principale extérieure et plus spécifiquement du groupe de Hilda.

## Description
(113415) Rauracia est un astéroïde du groupe de Hilda. Il présente une orbite caractérisée par un demi-grand axe de 3,99 UA, une excentricité de 0,26 et une inclinaison de 11,2° par rapport à l'écliptique.

## Compléments